# Franco Cerri
Franco Cerri (29. ledna 1926 Milán – 18. října 2021) byl italský jazzový hudebník. Hrál na kytaru a kontrabas.
Pracoval jako zedník a první kytaru dostal až v sedmnácti letech. Od roku 1945 hrál ve skupině Gorniho Kramera. Jeho vzorem byl Django Reinhardt, vystupoval s Chetem Bakerem, Gerrym Mulliganem, Stéphanem Grappellim, Wesem Montgomerym, Barneym Kesselem a Dizzym Gillespiem. Uváděl jazzové pořady televize Rai, provozoval hudební kurzy a vydal učebnici kytarové hry.
V roce 2006 obdržel Řád zásluh o Italskou republiku a v roce 2009 čestnou cenu Italian Jazz Awards. V roce 2013 byl hostem Festivalu Sanremo.
Jazzovým kytaristou je také jeho syn Stefano Cerri.